# پرنده شکاری (فیلم ۱۹۶۱)
پرنده شکاری (به هندی: Aas Ka Panchhi) فیلمی هندی محصول سال ۱۹۶۱ و به کارگردانی موهان کومار است. در این فیلم بازیگرانی همچون راجندرا کومار، ویجینتی مالا، نظیر حسین و لیلا چیتنیس ایفای نقش کرده‌اند.